# Albina Balasowa
Albina Balasowa (ur. 26 lutego 1899 w Szopienicach, zm. 11 września 1977 tamże) – polska działaczka narodowościowa na Górnym Śląsku, uczestniczka powstań śląskich, „dromaderka”, zwana „szopienicką królową Polski”.
Była sanitariuszką oraz zaprzysiężoną kurierką w trzech powstaniach śląskich. Jako „dromaderka” pod spódnicami obszernego stroju śląskiego przemycała ulotki plebiscytowe i broń. 

## Życiorys

### Dzieciństwo i młodość
Urodziła się 26 lutego 1899 w rodzinie Jana Bromboszcza i Marii z domu Śpiewok. Ojciec był robotnikiem, matka – gospodynią domową. Albina była najstarsza z ośmiorga rodzeństwa. W szkole powszechnej była szykanowana przez niemieckich nauczycieli za propolską postawę jej rodziny. Do pracy konspiracyjnej wprowadziła ją matka. Razem roznosiły polskie gazety.
Po latach wspominała:

Wierność Polsce to był nasz honor przekazywany z pokolenia na pokolenie i każdy, kto chciałby się z tego wyłamać,
straciłby godność, szacunek – nie miałby już w familii oparcia... Nauczyli nas w domu tego, co w życiu trzeba cenić,
a taka nauka to najlepsza rzecz, jaką rodzice mogą dać swoim dzieciom

W 1915, kiedy miała lat 16, spadł na nią obowiązek utrzymywania rodziny – siebie, siedmiorga rodzeństwa i ciężko chorej matki, gdyż ojca po wybuchu I wojny światowej powołano do służby wojskowej. Albina wykonywała pracę fizyczną w hucie Uthemanna w rodzinnych Szopienicach.
Od 1919 należała do Towarzystwa Gimnastycznego „Sokół”, śpiewała w chórze mieszanym im. Stanisława Wyspiańskiego, występowała także w polskim teatrze amatorskim. 
15 maja 1919 została zaprzysiężona jako kurierka i łączniczka POW. Wcześniej ukończyła kurs dla sanitariuszek, organizowany przez Polski Czerwony Krzyż na Śląsku, którego celem było przygotowanie służby sanitarnej na wypadek wybuchu powstania.

### Powstania śląskie i plebiscyt
W powstaniach śląskich brała udział razem z matką, która wróciła do zdrowia, jak też ojcem, który właśnie wrócił z frontów Wielkiej Wojny. Także trzej bracia i dwie siostry oraz stryjowie i kuzyni Albiny uczestniczyli w walkach z Niemcami. Po zakończeniu II powstania śląskiego Bromboszczowie, podobnie jak inni powstańcy, w obawie przed represjami ze strony niemieckiej szukali schronienia w specjalnie przygotowanych dla nich obozach na terenie Polski. W jednym z takich obozów, mieszczącym się w Sosnowcu, Albina spędziła dwa miesiące. W trakcie pobytu w nim kontynuowała szkolenie sanitarne i pomagała w kuchni polowej przygotowującej posiłki dla mieszkańców obozu. Kolportowała tygodnik „Powstaniec”. Do Szopienic wróciła pod koniec października 1919 dzięki porozumieniu zawartemu pomiędzy rządem polskim a rządem niemieckim, na mocy którego uchodźcy polityczni mogli powrócić do swoich domów.
Po powrocie włączyła się w przygotowania do plebiscytu. Bywała w hotelu „Lomnitz”, w którym mieściła się siedziba Polskiego Komisariatu Plebiscytowego. Była „dromaderką” – razem z matką, również kurierką, krążyła pomiędzy Katowicami a Bytomiem, przemycając ulotki plebiscytowe i broń, przewożąc dokumenty, rozkazy oraz materiały propagandowe nawołujące do głosowania.
Podczas samego plebiscytu pełniła funkcję męża zaufania. Ubrana w śląski strój namawiała ponadto do głosowania na Polskę przed lokalami wyborczymi, gdyż jak potem mówiła:

[…] ten strój był kartką za Polską.

W Szopienicach, m.in. dzięki działalności Bromboszczów, głosy opowiadające się za Polską były zdecydowanie przeważające, jednak ostateczny rezultat na Śląsku był dla Polski niekorzystny. Albina tak komentowała te wyniki:

Sporo było tych głosów za Polską, woziliśmy do urn chorych nawet, ale i Niemcy nasprowadzali szumowin skąd się dało i wynik był nie po naszej myśli.

W III powstaniu, które wybuchło w marcu 1921, 22-letnia wówczas Albina wzięła udział jako
sanitariuszka polowa i łączniczka w IV baonie I Pułku Katowickiego na szlaku bojowym Szopienice–Dąbrówka Mała–Łabędy–Kędzierzyn–Zimna Wódka–Ujazd–Sławęcice. Tak Albina wspominała te wydarzenia:

Gdy tylko cichły strzały, my sanitariuszki ruszałyśmy na pole walki. Rannych było sporo. Cóż, Niemcy uzbrojeni po zęby – nasi, bywało, karabiny na sznurkach zawieszone mieli i tyle… A przecież, gdy na apelu śpiewaliśmy Oto dziś dzień krwi i chwały… to czuło się, że każdy z tych zmizerowanych, zmęczonych mężczyzn z dumą nosi swój wysłużony karabin i biało-czerwoną opaskę na ramieniu.

Gdy brakowało opatrunków, Albina darła swój fartuch sanitariuszki na bandaże.

### W wolnej Polsce
W 1922 poślubiła Alojzego Balasa. Mieli trójkę dzieci: synów Józefa i Ryszarda oraz córkę Marię.
W okresie międzywojennym była instruktorką Młodzieży Powstańczej, Młodych Polek, harcerzy, młodzieży zorganizowanej w Związku Strzeleckim, a także członkinią Związku Strzeleckiego. W czasie wielkiego kryzysu pomagała w znalezieniu pracy bezrobotnym i byłym powstańcom. Doprowadziła do likwidacji lepianek pomiędzy Szopienicami a Sosnowcem – osiedla skrajnej biedy. Jedenaście rodzin otrzymało wówczas nowe mieszkania.
W 1938 została komendantką Przysposobienia Wojskowego Kobiet w Szopienicach. Odbyła odpowiednie szkolenie, przygotowujące kobiety na wypadek wojny. 

### II wojna światowa
Po wybuchu II wojny światowej, w obawie przed aresztowaniem, wraz z mężem, dziećmi i rodzicami, opuściła Szopienice i rozpoczęła tułaczkę. Zamieszkała we Lwowie. 
Po powrocie na Śląsk została aresztowana przez gestapo. To właśnie w aktach personalnych gestapo obdarzono ją przydomkiem „szopienicka królowa Polski”. Przebywała w mysłowickim obozie pracy dla „gorliwych Polaków”. Była sprzątaczką w niemieckim urzędzie. Zauważywszy spisy Polaków, którzy mieli być wywiezieni do obozów koncentracyjnych, wykradła je, by przekazać polskim działaczom. Działała w konspiracyjnej Organizacji Orła Białego, podobnie jak w czasie powstań była kurierką i łączniczką. 

### Okres powojenny
Należała m.in. do Związku Weteranów Powstań Śląskich. Niejednokrotnie reprezentowała śląskie kobiety w Belwederze u boku gen. Jerzego Ziętka, zawsze zakładając wtedy śląski strój. Zmarła w 11 września 1977 w Szopienicach, została pochowana na miejscowym cmentarzu.

## Upamiętnienie
Była jedną z 30 bohaterek wystawy „60 na 100. SĄSIADKI. Głosem Kobiet o powstaniach śląskich i plebiscycie” powstałej w 2019 i opowiadającej o roli kobiet w śląskich zrywach powstańczych i akcji plebiscytowej. Koncepcję wystawy, scenariusz i materiały przygotowała Małgorzata Tkacz-Janik, a grafiki Marta Frej.